# 바비 (2003년)
바비(중국어 정체자: 巴比, 병음: Bābî, Bobby, 2003년 7월 28일 ~ )는 대만의 가수이다.